# 霍恩島
霍恩島是俄羅斯的島嶼，屬於法蘭士約瑟夫地群島的一部分，由阿爾漢格爾斯克州負責管轄，位於霍恩洛厄島和卡爾亞歷山大島之間，長1.5公里、寬0.2公里。